# CCCF
La Confederación Centroamericana y del Caribe de Fútbol (CCCF) (Football Confederation of Central America and the Caribbean en inglés) (Confédération de football d'Amérique centrale et des Caraïbes en francés) (Voetbalbond van Midden-Amerika en het Caribisch gebied en neerlandés) fue la organización rectora del Fútbol en Centroamérica y el Caribe. Fue una de las precursoras de la CONCACAF, lo cual ocurrió en 1961 cuando la CCCF y la  NAFC se unieron en una sola confederación, la CONCACAF.

## Miembros
- Costa Rica
- Curazao (luego como  Antillas Neerlandesas)
- Haití
- Cuba (antiguo miembro de la NAFC —1946-1955—)
- El Salvador
- Surinam (como  Guayana Neerlandesa)
- Guatemala
- Honduras
- Nicaragua
- Panamá
- Aruba (participó en la Copa CCCF en 1955)